# Esher and Walton (circonscription du Parlement britannique)
Circonscription parlementaire de la Chambre des communes
La circonscription d'Esher and Walton est une circonscription parlementaire britannique située dans le Surrey. Elle comprend les villes d'Esher et de Walton-on-Thames.
Elle a été créée en 1997, à partir de l'ancienne circonscription d'Esher. Depuis 2024, elle est représentée à la Chambre des communes du Parlement britannique par Monica Harding, des Libéraux-démocrates.

## Members of Parliament
| Élection | Élection | Membre         | Membre | Parti               |
| -------- | -------- | -------------- | ------ | ------------------- |
|          | 1997     | Ian Taylor     |        | Conservateur        |
|          | 2010     | Dominic Raab   |        | Conservateur        |
|          | 2024     | Monica Harding |        | Libéraux-démocrates |

## Élections

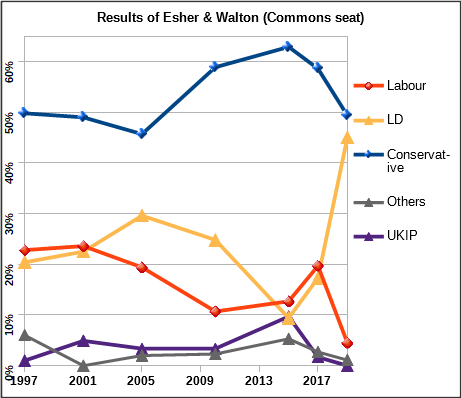
Résultats élection Esher and Walton

### Élections dans les années 2010
| Parti         | Parti                | Candidat             | Voix   | %    | ±    |
| ------------- | -------------------- | -------------------- | ------ | ---- | ---- |
|               | Conservateur         | Dominic Raab         | 31,132 | 49,4 | 9.2  |
|               | Libéral Démocrate    | Monica Harding       | 28,389 | 45,0 | 27.7 |
|               | Travailliste         | Peter Ashurst        | 2,838  | 4,5  | 15.2 |
|               | Indépendant          | Kylie Keens          | 347    | 0,6  | N/A  |
|               | Monster Raving Loony | Baron Badger         | 326    | 0,5  | 0.0  |
|               | Advance              | Kyle Taylor          | 32     | 0,1  | N/A  |
| Majorité      | Majorité             | Majorité             | 2,743  | 4,4  | 34.5 |
| Participation | Participation        | Participation        | 63,084 | 77,7 | 3.8  |
|               | Conservateur retenir | Conservateur retenir | Swing  | 18.5 |      |

| Parti         | Parti                | Candidat             | Voix   | %    | ±    |
| ------------- | -------------------- | -------------------- | ------ | ---- | ---- |
|               | Conservateur         | Dominic Raab         | 35,071 | 58,6 | 4.3  |
|               | Travailliste         | Lana Hylands         | 11,773 | 19,7 | 7.0  |
|               | Libéral Démocrate    | Andrew Davis         | 10,374 | 17,3 | 7.9  |
|               | Green                | Olivia Palmer        | 1,074  | 1,8  | 2.3  |
|               | UKIP                 | David Ions           | 1,034  | 1,7  | 8.0  |
|               | Monster Raving Loony | Baron Badger         | 318    | 0,5  | New  |
|               | Indépendant          | Della Reynolds       | 198    | 0,3  | 0.1  |
| Majorité      | Majorité             | Majorité             | 23,298 | 38,9 | 11.3 |
| Participation | Participation        | Participation        | 59,842 | 73,9 | 2.6  |
|               | Conservateur retenir | Conservateur retenir | Swing  | 5.6  |      |

| Parti         | Parti                | Candidat             | Voix   | %    | ±     |
| ------------- | -------------------- | -------------------- | ------ | ---- | ----- |
|               | Conservateur         | Dominic Raab         | 35,845 | 62,9 | +4.0  |
|               | Travailliste         | Francis Eldergill    | 7,229  | 12,7 | +2.0  |
|               | UKIP                 | Nicholas Wood        | 5,551  | 9,7  | +6.5  |
|               | Libéral Démocrate    | Andrew Davis         | 5,372  | 9,4  | −15.4 |
|               | Green                | Olivia Palmer        | 2,355  | 4,1  | New   |
|               | CISTA                | Matthew Heenan       | 396    | 0,7  | New   |
|               | Indépendant          | Della Reynolds       | 228    | 0,4  | New   |
| Majorité      | Majorité             | Majorité             | 28,616 | 50,2 | +16.1 |
| Participation | Participation        | Participation        | 56,976 | 71,3 | −0.7  |
|               | Conservateur retenir | Conservateur retenir | Swing  |      |       |

| Parti         | Parti                | Candidat             | Voix   | %    | ±     |
| ------------- | -------------------- | -------------------- | ------ | ---- | ----- |
|               | Conservateur         | Dominic Raab         | 32,134 | 58,9 | +13.2 |
|               | Libéral Démocrate    | Lionel Blackman      | 13,541 | 24,8 | −4.8  |
|               | Travailliste         | Francis Eldergill    | 5,829  | 10,7 | −8.7  |
|               | UKIP                 | Bernard Collignon    | 1,783  | 3,3  | +0.0  |
|               | Indépendant          | Tony Popham          | 378    | 0,7  | N/A   |
|               | Monster Raving Loony | Chinners Chinnery    | 341    | 0,6  | −0.7  |
|               | Démocrates anglais   | Mike Kearsley        | 307    | 0,6  | N/A   |
|               | Best of a Bad Bunch  | Andy Lear            | 230    | 0,4  | N/A   |
| Majorité      | Majorité             | Majorité             | 18,593 | 34,1 | +18.0 |
| Participation | Participation        | Participation        | 54,543 | 72,0 | +9.8  |
|               | Conservateur retenir | Conservateur retenir | Swing  | +9.0 |       |

### Élections dans les années 2000
| Parti         | Parti                   | Candidat             | Voix   | %    | ±    |
| ------------- | ----------------------- | -------------------- | ------ | ---- | ---- |
|               | Conservateur            | Ian Taylor           | 21,882 | 45,7 | −3.3 |
|               | Libéral Démocrate       | Mark Marsh           | 14,155 | 29,6 | +7.1 |
|               | Travailliste            | Richard C.H. Taylor  | 9,309  | 19,4 | −4.2 |
|               | UKIP                    | Bernard Collignon    | 1,582  | 3,3  | −1.6 |
|               | Monster Raving Loony    | Chinners Chinnery    | 608    | 1,3  | N/A  |
|               | Socialiste Travailliste | Richard G. Cutler    | 342    | 0,7  | N/A  |
| Majorité      | Majorité                | Majorité             | 7,727  | 16,1 |      |
| Participation | Participation           | Participation        | 47,878 | 62,2 | 0.3  |
|               | Conservateur retenir    | Conservateur retenir | Swing  | −5.2 |      |

| Parti         | Parti                | Candidat             | Voix   | %    | ±     |
| ------------- | -------------------- | -------------------- | ------ | ---- | ----- |
|               | Conservateur         | Ian Taylor           | 22,296 | 49,0 | −0.9  |
|               | Travailliste         | Joe McGowan          | 10,758 | 23,6 | +0.9  |
|               | Libéral Démocrate    | Mark Marsh           | 10,241 | 22,5 | +2.1  |
|               | UKIP                 | Bernard Collignon    | 2,236  | 4,9  | +3.9  |
| Majorité      | Majorité             | Majorité             | 11,538 | 25,4 |       |
| Participation | Participation        | Participation        | 45,531 | 61,9 | −12.4 |
|               | Conservateur retenir | Conservateur retenir | Swing  | −0.9 |       |

### Élections dans les années 1990
| Parti         | Parti                                  | Candidat                | Voix   | %    | ±     |
| ------------- | -------------------------------------- | ----------------------- | ------ | ---- | ----- |
|               | Conservateur                           | Ian Taylor              | 26,747 | 49,8 | −10.9 |
|               | Travailliste                           | Julie A. Reay           | 12,219 | 22,8 | +5.4  |
|               | Libéral Démocrate                      | Gary M. Miles           | 10,937 | 20,4 | −1.6  |
|               | Référendum                             | Andrew A.C. Cruickshank | 2,904  | 5,4  | N/A   |
|               | UKIP                                   | Bernard Collignon       | 558    | 1,0  | N/A   |
|               | Rainbow Dream Ticket                   | Simone Kay              | 302    | 0,6  | N/A   |
| Majorité      | Majorité                               | Majorité                | 14,528 | 27,0 | N/A   |
| Participation | Participation                          | Participation           | 53,667 | 74,3 | N/A   |
|               | Conservateur vainqueur (nouveau siège) |                         |        |      |       |

## Sources
- Résultats élections, 2015 (BBC)
- Résultats élections, 2010 (BBC)
- Résultats élections, 2005 (BBC)
- Résultats élections, 1997–2001 (BBC)
- Résultats élections, 1997–2001 (Election Demon)